# Gimnasio "Luis Encinas Johnson"
El Gimnasio "Luis Encinas Johnson", también conocido como "Coloso de los Pinos", es la sede del equipo de baloncesto Mineros de Cananea que participa en el Circuito de Baloncesto de la Costa del Pacífico con sede en Cananea, Sonora, México. 